# 임성남 (외교관)
임성남(林聖男, 1958년 12월 24일~) 은 대한민국의 외무공무원이다. 주중국공사와 한반도평화교섭본부장을 거쳐 
외교부 제1차관으로 근무했다. 박근혜 정부때 임명된 차관급 인사이지만 문재인 정부 들어서도 유임되었고, 결국 2018년 9월에 후임에게 자리를 물려줬다. 그리고 2019년 5월에 주 아세안 대한민국 대표부 대사에 임명되었다.

## 학력
- 1981년 : 서울대학교 외교학 학사
- 1984년 : 서울대학교 대학원 정치학 석사
- 1987년 : 하버드대학교 대학원 정치학 석사

## 주요경력
- 2021.11 ~ 2022.03 대한민국대전환 선거대책위원회 대통령 후보 직속 실용외교위원회 위원장
- 2019.05 ~ 2021.11 주 아세안 대한민국 대표부 대사[1]
- 2015.10 ~ 2018.09 외교부 제1차관
- 2013.06 ~ 2015.10 주영국 대한민국 대사관 대사
- 2011.10 ~ 2013.06 외교통상부 한반도평화교섭본부장
- 2009.07 ~ 2011.10 주중국 대한민국 대사관 공사
- 2008.04 ~ 2009.07 도쿄대학교 정책연수 파견
- 2007.01 ~ 2008.04 외교통상부 북핵외교기획단장
- 2006.12 ~ 2007.01 외교통상부 장관 특별보좌관
- 2006.06 ~ 2007.01 대통령비서실 행정관
- 2005.12 ~ 2006.06 외교통상부 북미국 한미안보협력관
- 2002.12 ~ 2005.12 주미국 대한민국 대사관 참사관
- 2002.01 ~ 2002.12 외교통상부 북미1과장
- 2001.01 ~ 2002.01 외교통상부 북미3과장
- 2000.02 ~ 2001.01 외교통상부 문화협력과장
- 1997.12 ~ 2000.02 주타이베이 대한민국 대표부 참사관
- 1995.06 ~ 1997.12 주유엔 대한민국 대표부 1등 서기관
- 1993.01 ~ 1995.06 대통령비서실 파견 근무
- 1988.10 ~ 1993.01 주미국 대한민국 대사관 2등 서기관
- 1981.05 외무부 입부
- 1980.04 제14회 외무고시 합격